# Serhij Dejneko
Serhij Wasylowycz Dejneko (ukr. Сергій Васильович Дейнеко, ur. 5 kwietnia 1975 w Birobidżanie) – ukraiński pogranicznik, generał porucznik, dowódca Państwowej Służby Granicznej Ukrainy (od 2019).

## Życiorys
Urodzony 5 kwietnia 1975 w Birobidżanie.
W 1996 roku ukończył Narodową Akademię Państwowej Służby Granicznej Ukrainy im. Bohdana Chmielnickiego, w 2001 roku Narodowy Uniwersytet Obrony Ukrainy im. Iwana Czerniachowskiego, a w 2009 roku Użhorodzki Uniwersytet Narodowy.
W latach 1996–2011 służył w jednostkach operacyjno-śledczych Państwowej Straży Granicznej Ukrainy. Od lipca 2011 do sierpnia 2014 roku był szefem Ługańskiego Zagonu Granicznego. Od sierpnia do września 2014 roku był zastępcą szefa Wschodniego Oddziału Regionalnego Państwowej Służby Granicznej Ukrainy, od września do listopada tego samego roku był zastępcą szefa Południowego Oddziału Regionalnego. Od 2014 roku pełnił funkcję zastępcy dyrektora Departamentu Działań Operacyjnych Państwowej Służby Granicznej Ukrainy.
Dekretem prezydenta Ukrainy Wołodymyra Zełenskiego z dnia 13 czerwca 2019 roku został mianowany dowódcą Państwowej Służby Granicznej Ukrainy. 30 kwietnia 2020 został awansowany do stopnia generała dywizji.
30 kwietnia 2024 roku awansowany do stopnia generała porucznika.